# Gaspar de Aquino
Gaspar de Aquino Salazar (?, 7 de febrer de 1890 - Madrid, 4 d'abril de 1955) fou un compositor espanyol, germà del també compositor, Tomás de Aquino Salazar.

## Obres
Gaspar conreà el "género chico", amb obres com La nobleza de un querer, estrenada al Teatro Novedades el 29 d'octubre de 1912; La gloria del barrio, estrenada al Teatro Chueca el 3 d'abril de 1915; Misericordia y maldad, estrenada també al Teatro Chueca el 24 d'abril del mateix any; Huyendo de la quema, estrenada el 13 de juliol de 1915 al Teatro Álvarez Quintero; i Saetas, estrenada el 22 d'abril de 1933. Aquestes obres es conserven a la Societat General d'Autors i Editors (SGAE). També són obres seves: Batallón de modistillas, Obra selecta, Alirón, El sifón, De mea terra, Miente si quieres mujer, entre d'altres.